# HD 21389
HD 21389 (C Camelopardalis) é uma estrela na direção da Camelopardalis. Possui uma ascensão reta de 03h 29m 54.75s e uma declinação de +58° 52′ 43.5″. Sua magnitude aparente é igual a 4.55. Considerando sua distância de 2470 anos-luz em relação à Terra, sua magnitude absoluta é igual a −4.85. Pertence à classe espectral A0Ia SB:.